# عباس‌آباد (تیران و کرون)
عباس‌آباد (تیران و کرون)، روستایی از توابع بخش مرکزی شهرستان تیران و کرون در استان اصفهان ایران است.

## جمعیت
این روستا در دهستان ورپشت قرار دارد و براساس سرشماری مرکز آمار ایران در سال ۱۳۸۵، جمعیت آن زیر سه خانوار بوده‌است.